# Ionel Zeana
Ionel Zeana (n. 19 iulie 1912, Koumaria⁠(d), Macedonia și Tracia⁠(d), Grecia – d. 2007, București, România) a fost un scriitor, traducãtor și publicist român de origine aromână.

## Biografie
Fiul lui Nicolae și a Mariei (născută Gamzeli). Învață în satul natal și în Veria, continuând la gimnaziul românesc la Salonic. În 1928 familia emigrează în Cadrilater, unde tânărul Ionel învață un an la Bazargic. Termină liceul la Râmnicu Vâlcea. Urmează Facultatea de Medicină din Cluj (1932-1938), specializarea fiziologie. Implicat în mișcarea legionară, este închis în anii 1936, 1938-1940, iar în timpul regimului comunist între anii 1948-1963. Eliberat, va lucra în diverse sanatorii TBC. A publicat în „Glasul strămoșesc", „Buna Vestire" și „Armatolii" (publicația lui Constantin Papanace), unde a lucrat ca redactor. O parte din poezii le-a publicat în reviste de peste hotareː „Zborlu a nostru" (Germania), „Fenix" (Macedonia iugoslavă). După 1990 colaborează la „Deșteptarea", „Dimândarea", „Cuvântul românesc". Traduce în limba aromână poezii de Mihai Eminescu, Lucian Blaga ș.a. Sub îngrijirea sa apare o antologie de poezie aromână în trei volume (2001), fiecare volum fiind dedicat unei perioadeː clasică (de la Zicu Araia la Petru Vulcan), modernă și contemporană.

## Opera
- Căntitsi tră armănami - Cântece pentru aromâni, ediție îngrijită și prefață de Tiberius Cunia, Syracuse (Statele Unite), 1992;
- Golgota românească, București, 1995;
- Florilegiu, București, 2000;
- Arăzgănseri, ediție îngrijită și prefață de Dina Cuvata, Skopje, 2002;
- Vulturii Pindului, București, 2002.

### Traduceri, antologii
- Lucian Blaga, Puizii aleapti, Fayetteville, New York — Constanța, 1995; ediția II, postfață de Hristu Cândroveanu, București, 2000;
- Mihai Eminescu, Poezii, ediție îngrijită și prefață de Hristu Cândroveanu, București, 1997;
- Theodor Gher. Zuca, Samaroscutlu (Astarea-a Sămarlui), Fayetteville, New York — Constanța, 1999 (în colaborare cu Apostol Caciuperi și Sutiri Galani);
- Antuluyia-a puiziiljei armănească, I-III, Fayetteville, New York — Constanța, 2001;
- Justin Tambozi, Poeme, ediția aromână-română, prefață de Aureliu Goci, București, 2002.